# Querx

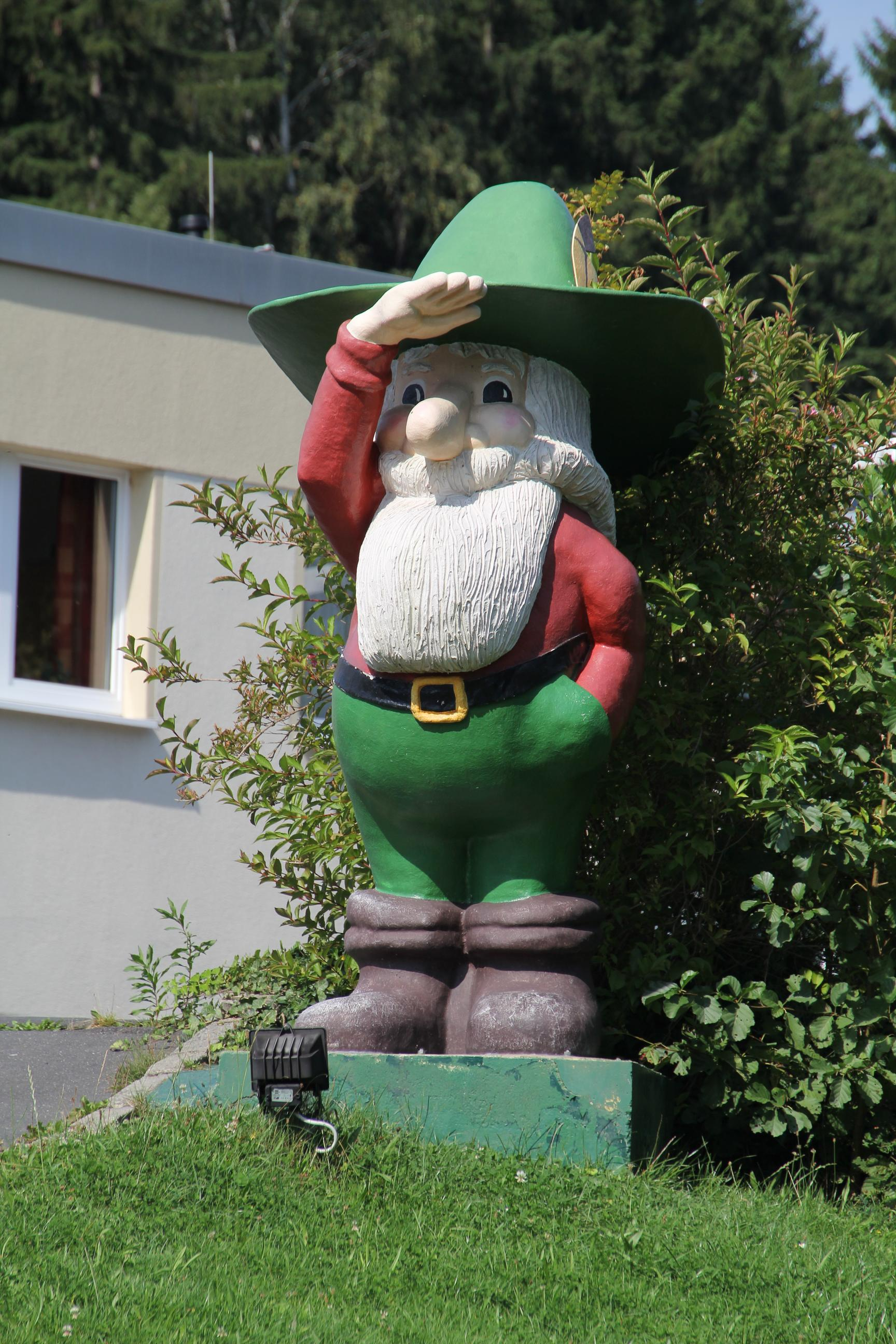
Querx vor dem „KiEZ Querxenland“ in Seifhennersdorf

Querxe ist eine ostmitteldeutsche Bezeichnung von Zwergen. Der Begriff bezeichnet insbesondere die Angehörigen eines kleinwüchsigen Volkes aus der Lausitzer Sagenwelt. Schauplatz der Querxsagen ist die gebirgige Oberlausitz. Mittelpunkt bildet die Gegend um Zittau, aber auch im Vogtland und Böhmen sind sie bekannt. Die Querxe sind, ebenso wie die Heinchen, Veensmännlein und Lutken, Berggeister, die fast immer massenhaft als Volk erscheinen.

## Das Walten der Querxe
Der Sage nach verdanken sie ihren Ursprung dem auf dem breiten Berge bei Zittau befindlichen Querxborn. Aus dieser „klaren, frischen quelle,“ sollen ständig welche hervor gequollen sein. Dort sollen sie auch besonders zu Hause gewesen sein und man konnte sie „einen nach dem andern zu ihrem querxloche ein- und ausgehen sehen“. Der Berg selbst wurde 1619 im Kirchenbuch von Bertsdorf gar als „Zwergberg“ bezeichnet. Als Querxlöcher werden die Eingänge zu den Wohnungen der Zwerge genannt. Weitere sind in Schlesien auf dem Prudelberg bei Stonsdorf überliefert; in der Oberlausitz auf dem Dittersberg bei Schönau auf dem Eigen und im böhmischen Warnsdorf.
Gingen die Querxe in die umliegenden Dörfer, um sich ihre Speisen bei den Bauern heimlich zu holen, so setzten sie eine Nebelkappe auf, um sich unsichtbar zu machen. Sie liebten Gebackenes, konnten Kümmel aber nicht leiden. Daher sollen die Leute immer Brot mit einigen Kümmelkörnern gebacken haben, das die Querxe nicht anrührten.
Die Querxe brachten den Menschen aber auch Geschenke, meist Kuchen oder Zwieback. Manchmal waren es auch wertvolle Gaben, die als Talismane Glück und Segen ins Haus brachten. Die Familie von Ponickau soll einen solchen Talisman besessen haben, den die Ahnfrau als Wochengeschenk der Zwerge erhalten haben soll.  Auch der Familie von Bünau wird ein Talisman zugeschrieben. Anders als derer von Ponickau soll sie diesen aber auf einer Zwergenhochzeit erhalten haben.
Wie die Lutken kamen die Querxe oft in die Dörfer und verfügten dort so über die Häuser und Stuben, dass sich die Menschen an sie gewöhnten. Sie verließen die Lausitz, als dort das Christentum Einzug hielt, weil sie den Klang der Kirchenglocken nicht ertragen konnten und gingen nach Böhmen, weswegen es dort heute noch Kümmelbrot gibt. Beim Abschied aus Hainewalde sagten sie, sie würden erst wiederkommen, „wann die Glocken wieder würden abgeschafft sein und wann Sachsenland wieder käm' an Böhmerland; dann, meinten sie, würden auch bessere Zeiten sein.“

## Namensform
Querx ist eine Namensform der Zwerge, für die sich auch die Schreibweise Querks findet. Weitere mitteldeutsche Namensformen sind Querz, Querg, Quarg, sowie der Plural Quarkse. In Franken werden sie Querkel genannt, im Thüringer Wald Querlich. Jacob Grimm erwähnt in seiner Deutschen Mythologie auch den Namen Querch für Zwerg.
Der Name ist etymologisch identisch mit hochdeutsch „Zwerg“ und unterscheidet sich inhaltlich nicht von diesen. Sowohl Zwerg als auch Querg (und Varianten) stammen aus mittelhochdeutsch twerc. Die Entwicklung des Anlautes entspricht der des Ostmitteldeutschen von mittelhochdeutsch twarc, neuhochdeutsch Quark (Lehnwort aus dem Slawischen, vgl. niedersorbisch twarog), vgl. Belege im Artikel Quark. Weitere dialektale Namensformen mit a (Quarg usw.) sind in jüngerer Zeit durch Brechung vor r entstanden.